# Jennings Chalmers Light Car
Die Jennings Chalmers Light Car Co. war ein britischer Automobilhersteller in Birmingham. In den Jahren kurz vor dem Ersten Weltkrieg wurden dort Leichtautomobile unter dem Namen Jennings gefertigt.
Anfangs entstand ein Zweizylindermodell mit 9 hp, das bald von einem 10-hp-Modell mit vier Zylindern im gleichen Chassis abgelöst wurde.
Nach dem Ersten Weltkrieg wurde die Fertigung nicht wieder aufgenommen.

## Quelle
David Culshaw & Peter Horrobin: The Complete Catalogue of British Cars 1895–1975. Veloce Publishing plc. Dorchester (1999).  ISBN 1-874105-93-6